# ماغنوس ستينبوك
الكونت ماغنوس ستينبوك (22 مايو 1665 – 23 فبراير 1717) كان مشيرًا ميدانيًا سويديًا ومستشارًا ملكيًا. قاد الجيش الكارلي (أثناء حكم الملك كارل الحادي عشر) خلال حرب الشمال العظمى، وكان عضوًا بارزًا في عائلة ستينبوك. درس في جامعة أوبسالا وانضم إلى الجيش السويدي خلال حرب التسع سنوات، مشاركًا في معركة فلوروس عام 1690. بعد المعركة، عين برتبة مقدم، وانخرط في تكتل الإمبراطورية الرومانية المقدسة برتبة مساعد عام، وتزوج إيفا ماجدالينا أوكسنستيرنا، ابنة رجل الدولة بنغت غابريلسون أوكسنستيرنا. لدى عودته إلى الخدمة في الجيش السويدي، استلم رتبة عقيد في كتيبة ويزمار، ثم أصبح فيما بعد عقيدًا لكتيبة كالمار ثم كتيبة دالرنا.
خلال حرب الشمال العظمى، خدم ستينبوك في عهد الملك تشارلز الثاني عشر في حملاته العسكرية على جبهتي البلطيق وبولندا. بصفته قائمًا على مفوضية الحرب العامة، جمع أموالًا وإمدادات كبيرة لتعزيز الجيش السويدي، وكسب إعجاب تشارلز الثاني عشر. في عام 1705، عين قائدًا عامًا للمشاة وحاكمًا عامًا لسكانيا. بوصفه حاكمًا عاملًا، أظهر ستينبوك مهاراته الإدارية ونظم دفاع سكانيا ضد الجيش الدنماركي الغازي، الذي هزمه في معركة هلسنغبورغ في عام 1710. في عام 1712، أدار حملة في شمال ألمانيا وهزم جيشًا ساكسونيًا دانماركيًا في معركة غاديبوش، حصل بإثره على عصا قائد المشاة. دنت مسيرته للانتهاء بعد تدميره الوحشي لمدينة ألتونا في عام 1713. اضطر ستينبوك المحاط بقوات حليفة ساحقة إلى الاستسلام لملك الدنمارك فردريك الرابع خلال حصار تونينغ. أثناء أسره في كوبنهاجن، كشف الدنماركيون عن محاولة ستينبوك السرية للهرب وسجنوه في كاستل. تعرض هناك حملة تشهير قام بها فريدريك الرابع وتوفي في عام 1717 بعد سنوات من المعاملة القاسية.
فضلًا عن مكانته العسكرية والإدارية، كان ينظر إلى ستينبوك على أنه متحدث بارع وراسم وحرفي. أسهمت نجاحاته العسكرية في نشأة جماعة بطولية في السويد. خلال عصر القومية الرومانسية، أشاد به باستمرار المؤرخون السويديون والشخصيات الثقافية، مثل كارل سنويلسكي في قصيدته «ساعي ستينبوك». سميت على اسمه الشوارع في عدة مدن سويدية، وفي عام 1901، كشف النقاب عن تمثال فروسي لستينبوك خارج باحة مدينة هلسينغبورغ.

## نشأته

### أصله
ولد ماغنوس ستينبوك في 22 مايو 1665 في مقاطعة جاكوب في ستوكهولم. كان الابن السادس لجوستاف أوتو ستينبوك (1614-1685)، مشير ميداني وعضو المجلس السويدي الخاص، وكريستينا كاترينا دي لا غاردي (1632-1704)، ابنة ضابط الأمن اللورد الأعلى جاكوب دي لا غاردي وشقيقة المستشار الأعلى ماغنوس غابرييل دي لا غاردي. ولد غوستاف ستينبوك كونتًا، لأن غوستاف أوتو ستينبوك وشقيقيه فريدريك وإيريك أصبح كل منهم كونتًا على يد الملكة كريستينا في عام 1651. تنحدر عائلة ستينبوك من العصور الوسطى. اندثر الفرع الأقدم من الأسرة بعد وفاة غوستاف أولوفسون ستينبوك في عام 1490؛ ولدت ابنته آنا غوستافدوتر ابنها أولوف أرفيدسون، الذي أصبح سلف الأب للفرع الأصغر من الأسرة. ينحدر دي لا غاردي من الجنرال فرنسي المولد بونتس دي لا غاردي، الذي أصبح نبيلًا سويديًا وبارونًا في سبعينيات القرن السادس عشر.

### طفولته
قضى ماجنوس ستينبوك معظم فترة طفولته مع إخوته في قصر المتعة رونسا في مقاطعة أوبلاند، وانتقلوا شتاءً إلى قصر باوتسكا في بلاسيهولمن في ستوكهولم. عندما كان عمره 10 سنوات، عزل والده غوستاف أوتو من منصب اللورد الأعلى الأدميرال، بعد اعتبار فشله في مهمته وأجبر على دفع تعويض للأسطول بما يصل إلى 200 ألف قطعة تالر فضية. استعطف غوستاف أوتو الملك تشارلز الحادي عشر، الذي قرر خفض غرامة حكمه إلى النصف وتعيينه أميرالًا وقائدًا لغرب السويد أثناء حرب سكانيا. بعد الحرب، عانى غوستاف أوتو من فواتير مالية إضافية نتيجة مستقطعات قام بها تشارلز الحادي عشر وانهيار سلطة المجلس الاستشاري. تمكن غوستاف أوتو وكريستينا كاثارينا من حل مشاكلهما المالية، لكنهما أجبرا على دفع مبالغ طائلة من المال للتاج الملكي. باعوا أجزاء كبيرة من ممتلكات الأسرة وعقاراتها، لم يحتفظوا إلا برونسا، ومنزل توربا شتنهوس في فستريوتلاند، وقصر فابنو في هالاند. هكذا، لطخ غوستاف أوتو اسم عائلة ستينبوك وأصاب ثقة الملك بالعائلة. أثر العار الذي لحق بعائلته على حياة ماغنوس ستينبوك على المستوى الشخصي، ودفعه إلى محاولة إعادة اسم عائلته إلى مكانته.

## تعليمه وخدمته العسكرية
تلقي ماغنوس ستينبوك دروسًا في المنزل منذ سنة 1671. بدايةً، علمه هاكوين سبيغل الدين المسيحي، والقراءة والكتابة بالسويدية واللاتينية على السواء. بعد سبيغل، تلقى ستينبوك محاضرات من المفكر اللاهوتي إريك فريكمان. جاء بعده أولوف هرملين، وهو طالب من جامعة أوبسالا، علم ستينبوك بين عامي 1680 و1684، وكان له تأثير كبير على تطوره اللغوي والفكري. بعد هرملين، تلقى ستينبوك تمارين عملية في مهارة الخطاب، وحاضر بلغات ثقافية بارزة مثل الألمانية والفرنسية، والتاريخ القديم، والجغرافيا، والعلوم السياسية، والقانون، والتمارين البدنية مثل المبارزة، والرقص، والفروسية. تنامى لدى ستينبوك اهتمام كبيرًا بالهندسة، وخاصة في مجال التحصين، وحسب هرملين، أظهر ستينبوك موهبة خطابية ولغوية كبيرة في مرحلة مبكرة.
في خريف سنة 1682، دخل ستينبوك جامعة أوبسالا، حيث حضر هو وأولوف هرملين محاضرات أولوف غاردمان، بروفسور في القانون الروماني، وأولوف رودبيك، بروفسور في الطب. لإكمال درجة الماجستير، قام ستينبوك برحلة تعليمية مستفيضة في أوروبا الغربية. سافر ستينبوك في ربيع عام 1684 برفقة مجموعة صغيرة ممولة جزئيًا من قبل الملكة أولريكا إليونورا، وكان هرملين مضيفًا لهم. كانت وجهته الأولى أمستردام، حيث مارس ستينبوك مهاراته اللغوية وأخذ دروسًا في خراطة (تشغيل المعادن). بإلهام من فنانين هولنديين، استغل ستينبوك وقت فراغه في تعلم كيفية رسم الدجاج والإوز والطيور الأخرى بنمط واقعي ومفصل. كانت مدينة باريس وجهته التالية، حيث أخذ ستينبوك محاضرات خاصة في الرياضيات من جاك أوزانام. في عام 1685، ترك هرملين ستينبوك عد أن سحبت كريستينا كاثارينا دي لا غاردي دعمها المالي.
في ربيع سنة 1685، عاد ستينبوك إلى هولندا. بمساعدة ابنة عمه، الكونتيسة ماريا أورورا فون كونيغسمارك، تمكن من الاجتماع مع الكونت غوستاف كارلسون، الذي كان قائدًا لفوج هولندي، وطلب الحصول على مهمة في كتيبته. في السنة التالية، حصل ستينبوك على تفويض من فيلهلم الثالث ملك إنجلترا، وسمت تلك المرحلة بداية حياته المهنية العسكرية ونهاية أسفاره. في عام 1687، خدم ستينبوك في ستاد في مقاطعة بريمن فيردن السويدية نقيبًا على فوج ألماني تحت قيادة العقيد ماريتز فيلينك قائد ستاد.

### حرب السنوات التسع
في سبتمبر سنة 1688، عين ستينبوك رائدًا على الفيلق السويدي المساعد بقيادة الجنرال نيلس بيلكي في حرب السنوات التسع ضد فرنسا. في ذلك الوقت، كانت السويد متحالفة مع هولندا بموجب معاهدة الضمان سنة 1682. في يناير 1689، أرسل كل من ستينبوك وفيلق القوات المساعدة السويدي، بقيادة المقدم يوهان غابرييل بانير، إلى حامية نايميخن. بقي ستينبوك في نايميخن في حين أعيد قسم كبير من القوات السويدية إلى المقاطعات السويدية في ألمانيا بسبب التوتر الحاصل بين الدانمارك ودوقية هولشتاين-غوتورب. وقعت الدوقية جنوبي الدانمارك، وكانت متحالفة مع السويد. في مطلع شهر يونيو، أرسل ستينبوك وكتيبته إلى حامية ماستريخت. في سبتمبر، منح الإذن من جورج فريدريش أمير والديك بالانتساب إلى جيش الحلفاء كمتطوع. لم يخض أية معارك، وعندما أسس جيش الحلفاء مآوٍ شتوية، سافر ستينبوك إلى موطنه، ستوكهولم.